# João Evangelista de Lima Vidal
Dom João Evangelista de Lima Vidal GCB (Vera Cruz, Aveiro, 2 de abril de 1874 — 5 de janeiro de 1958) foi um bispo religioso português. Foi Arcebispo-Bispo de Aveiro e membro da Ordem Terceira de São Domingos. Foi também superior geral da Sociedade Portuguesa das Missões Católicas Ultramarinas.

## Biografia
Era filho de Noberto Ferreira Vidal e de sua mulher Umbelina Elisa de Lima. Em 1880 entrou para o Colégio da Probidade, também designado Escola das Salineiras ali permanecendo até 1888, tendo, entretanto, feito os exames de admissão ao liceu em 1885. Em 1886, a morte de seu pai, vítima de tuberculose, veio alterar o ritmo familiar, o que levou por pedido de sua mãe a Bastos Pina, D. João Evangelista a seguir os seus estudos como aluno interno do Seminário de Coimbra, visto já lá estudar desde 1886, mas como aluno externo. Em 1889, recebe uma bolsa de estudos de Monsenhor Vitali e parte para a Pontifícia Universidade Gregoriana, em Roma. Tinha apenas 15 anos.
Em 1891, obteve licenciatura em Filosofia e, um ano mais tarde, defendeu publicamente algumas teses tendo em vista o doutoramento. Passado cinco anos, a 19 de Dezembro, foi ordenado padre vindo a celebrar a sua primeira missa, na manhã de Natal seguinte, no Convento de Jesus de Aveiro.
Foi Bispo de Angola e Congo, entre janeiro de 1909 e outubro de 1915, ano em renunciou ao cargo e voltou para Lisboa como Vigário-Geral do Cardeal-Patriarca Mendes Belo, com a dignidade de Arcebispo Auxiliar de Lisboa. Foi governador do Patriarcado de Lisboa e Arcebispo de Mitilene (desde 1916) tendo dado início ao processo de oficialização das aparições de Fátima.
Em 1922 é criada a Diocese de Vila Real de Trás-os-Montes para a qual é nomeado bispo, a 23 de maio de 1923, cargo que manteve até 1933.
Foi grande defensor da reinstauração da Diocese de Aveiro, criada em 1774 e extinta em 1882. Nesse sentido dirigiu uma exposição à Santa Sé expondo os argumentos positivos de fundamento do processo da sua restauração.
Em Outubro do mesmo ano (1933) doou a sua casa, situada na Rua Cândido dos Reis, em Aveiro, para residência do futuro bispo e sede Diocesana, caso esta viesse a ser restaurada, facto que ocorreu, então, a 11 de Dezembro de 1938. Vai ser, precisamente, D. João Evangelista de Lima Vidal quem dirige a reorganização da diocese, primeiro como Administrador Apostólico e, dois anos depois, como Bispo. Foi, assim, o primeiro Bispo da restaurada Diocese de Aveiro.
Criou a obra das Florinhas do Vouga e deu início à construção do Seminário de Santa Joana.
A 7 ou 28 de Junho de 1946, o então Presidente da República, General Oscar Carmona, agraciou-o com o grau da Grã-Cruz da Ordem de Benemerência.

## Obras publicadas
- Dae aos pobres por amor de Deus / Bispo de Angola e Congo. – Aveiro: Tip. Minerva Central, 1915. – 17 p..
- Duas palavras do Bispo de Angola e Congo na distribuição do pão de Santo António a 13 de Agosto de 1915 na Igreja de Santo António d’Aveiro;
- D. Teresa de Saldanha e as suas dominicanas: álbum de gravuras / D. João Evangelista de Lima Vidal. – Cucujães: [s.n.],, 1938. – 48 p.;
- Theologia para todos / João Evangelista de Lima Vidal. – Coimbra: França Amado, 1908. – 415 p.;
- O apóstolo São Tomé: alocução proferida na Capela de S. Tomé de Verdemilho pelo administrador apostólico da Diocese de Aveiro precedida de um In Limine por Acácio Rosa. – Aveiro: Tipografia Minerva, 1939. – 17 p;
- Synopse da theologia moral – Coimbra: Typografia França Amado, 1901–1903. – 2 vol.;
- Esplendores do sacerdócio – Caminha: França Amado, 1905. – 298 p.;
- A acção missionária: Exposição Colonial Portuguesa, 1934. – 18 p.;
- Subsideário etnográfico da província de Angola, In Boletim da Sociedade Luso-Africana do Rio de Janeiro. – nº 14 (1935), p. 123–125;
- Por terras d’Angola / D. João Evangelista de Lima Vidal. – Coimbra: F. França Amado, 1916. – 487pps;
- Pescando uma pérola: um discurso do Snr. D. João, Bispo de Angola e Congo. – Aveiro: Typ. Silva Editora, 1915. – 32 p.: est.. – Contém: Uma explicação prévia / Accacio Roza;
- A alma e a pena do arcebispo. – Aveiro: [s.n.], 1977. – 347 p.;
- Últimas páginas / João Evangelista de Lima Vidal. – Aveiro: [s.n.], 1959. – 223 p;
- O meu diário de viagem. – Aveiro: Câmara Municipal, 1967. – 254 p.
- Prefácio à obra O Santo Sacrifício / Pe. Eduardo C. Ferreira – Lisboa Typ. do Annuario Commercial, 1917.